# Einar Halling-Johansson
Einar Alexius Halling-Johansson (ur. 14 października 1893 w Göteborgu, zm. 4 lutego 1958 w Sztokholmie) – szwedzki piłkarz, reprezentant kraju grający na pozycji pomocnika.

## Kariera klubowa
Podczas swojej kariery piłkarskiej Einar Halling-Johansson występował w Örgryte IS, IFK Eskilstuna i Mariebergs IK. Z Örgryte zdobył mistrzostwo Szwecji w 1913.

## Kariera reprezentacyjna
W reprezentacji Szwecji Dahlström zadebiutował 16 czerwca 1912 w wygranym 2-1 towarzyskim meczu z Norwegią. W 1912 był w kadrze Szwecji na Igrzyska Olimpijskie w Sztokholmie. Na turnieju w Szwecji był rezerwowym i nie wystąpił w żadnym meczu. W 1920 po raz drugi uczestniczył w Igrzyska Olimpijskie. Na turnieju w Antwerpii był rezerwowym i nie wystąpił w żadnym meczu. Ostatni raz w reprezentacji wystąpił 18 września 1921 w przegranym 0-3 towarzyskim meczu z Norwegią. W sumie wystąpił w 6 spotkaniach.
| Mecze i gole w reprezentacji | Mecze i gole w reprezentacji | Mecze i gole w reprezentacji | Mecze i gole w reprezentacji | Mecze i gole w reprezentacji | Mecze i gole w reprezentacji | Mecze i gole w reprezentacji |
| #                            | Data                         | Miasto                       | Przeciwnik                   | Gol                          | Wynik                        |                              |
| ---------------------------- | ---------------------------- | ---------------------------- | ---------------------------- | ---------------------------- | ---------------------------- | ---------------------------- |
| 1.                           | 16.06.1912                   | Kristiania                   | Norwegia                     |                              | 2:1                          | towarzyski                   |
| 2.                           | 20.06.1912                   | Göteborg                     | Węgry                        |                              | 2:2                          | towarzyski                   |
| 3.                           | 16.09.1917                   | Kristiania                   | Norwegia                     |                              | 2:0                          | towarzyski                   |
| 4.                           | 14.10.1917                   | Sztokholm                    | Dania                        |                              | 1:2                          | towarzyski                   |
| 5.                           | 26.05.1918                   | Sztokholm                    | Norwegia                     |                              | 2:0                          | towarzyski                   |
| 6.                           | 18.09.1921                   | Sztokholm                    | Norwegia                     |                              | 0:3                          | towarzyski                   |